# سو چی-چیه
سو چی-چیه (به انگلیسی: Hsu Chi-chieh) (زادهٔ ۲۷ آوریل ۱۹۸۸) شناگر اهل تایوان است.